# Harpactira namaquensis
Harpactira namaquensis är en spindelart som beskrevs av William Frederick Purcell 1902. Harpactira namaquensis ingår i släktet Harpactira och familjen fågelspindlar. Inga underarter finns listade i Catalogue of Life.